# Distrito electoral de Blaine (condado de Pierce, Nebraska)
Blaine Precinct es una subdivisión territorial del condado de Pierce, Nebraska, Estados Unidos. Según el censo de 2020, tiene una población de 85 habitantes.
En el estado de Nebraska, 25 condados están subdivididos en townships y 63 (entre ellos, el condado de Pierce) en precintos, donde no hay gobierno municipal. 

## Geografía
La subdivisión está ubicada en las coordenadas 42°7′36″N 97°39′35″O / 42.12667, -97.65972 (42.126594, -97.659813). Según la Oficina del Censo de los Estados Unidos, tiene una superficie total de 93.08 km², de la cual 92.89 km² corresponden a tierra firme y 0.19 km² son agua.

## Demografía
Según el censo de 2020, hay 85 personas residiendo en la zona. La densidad de población es de 0.92 hab./km². El 98.82% de los habitantes son blancos y el 1.18% es de una mezcla de razas. Del total de la población, el 1.18% es hispano o latino.